# リチャード・テドロー
リチャード・テドロー（Richard S. Tedlow）は、ハーバード・ビジネス・スクールの経営学教授、専門は経営史。

## 経歴
1969年にイェール大学で学士号を取得し、1971年にコロンビア大学で修士号を、1976年にPhDを取得。1978年にフェローシップでハーバードビジネススクールに参加。 ハーバード大学でマーケティングを教え、「戦略的小売管理セミナー」、「小売業者およびサプライヤー向けのトップマネジメントセミナー」、「ブランド意味の管理」、および「戦略的マーケティング管理」の教員を務めた。また、ハーバードビジネススクールや企業で、マーケティング戦略や一般管理のプログラムを含む数多くのエグゼクティブプログラムの教員を務めた。

## 評価
著書 "Giants of Enterprise: Seven Business Innovators and the Empires They Built" は、2001年Business Week誌が選ぶビジネス書トップ10の1つに選ばれ、2006年には、著書 "Andy Grove: The Life and Times of an American" が再び同誌が選ぶビジネス書トップ10に選ばれた。

## 著作
- Keeping the Corporate Image: Public Relations and Business, 1900-1950（1979年）
- New and Improved: The Story of Mass Marketing in America （1990年） [3]　（邦訳：『マス・マーケティング史』近藤文男訳（1993年、ミネルヴァ書房））
- Giants of Enterprise （2001年）
- The Watson Dynasty: The Fiery Reign and Troubled Legacy of IBM's Founding Father and Son （2003年） [4]
- Andy Grove: The Life and Times of an American（2007年） [5][6][7]
- Denial: Why Business Leaders Fail to Look Facts in the Face---And What to Do about It（2010年） [8][9]（邦訳：『なぜリーダーは「失敗」を認められないのか―現実に向き合うための８の教訓』土方奈美訳（2011年、日本経済新聞出版））